# D'Angelo Grilled Sandwiches
A D'Angelo Grilled Sandwiches é uma cadeia de 83 lojas de sanduíches em estilo de bairro em Massachusetts, Nova Hampshire, Maine, Rhode Island e Connecticut. A D'Angelo Grilled Sandwiches foi fundada em Dedham, Massachusetts, em 1967. Serve vários tipos de sanduíches grelhados e deli, tigelas de arroz e grãos, rolos de lagosta, saladas grelhadas com cobertura, wraps e sopas quentes. O sanduíche grelhado Número 9 da empresa foi chamado de "o melhor sanduíche de fast-food do mundo" em uma coluna da Bloomberg News.

## História
Em março de 1967, Brian J. McLaughlin e Jay Howland, de 21 anos, abriram a "Ma Riva's Sub Shop" em Dedham, Massachusetts. Mais tarde, eles mudaram o nome para Angelo Sub Shop, e a letra D foi adicionada por volta de 1978, supostamente significando "delicioso". A mudança de nome foi para evitar qualquer confusão com os supermercados Angelo. A D'Angelo vendia saladas, pão sírio e sanduíches. Seu submarino mais popular era o sanduíche de bife e queijo.
A D'Angelo era proprietária da Liberty Bakery, que assava e entregava todo o pão para cada loja. Eles também eram proprietários de um centro de distribuição da Progressive Foods, que entregava todos os alimentos para cada loja toda semana. Posteriormente, eles adicionaram uma fábrica de processamento de carne do USDA para reduzir o consumo de 50.000 libras de bife por semana.
A partir de meados da década de 1980, muitos dos locais da D'Angelo passaram a ter uma marca conjunta e as pegadas das lojas foram reformuladas para incluir balcões de Steve's Ice Cream com serviço completo. Posteriormente, isso foi alterado para Chip's Ice Cream.
Em 1993, a PepsiCo comprou a D'Angelo com a intenção de transformar a rede em uma marca nacional, juntamente com suas outras propriedades, como Taco Bell, Pizza Hut e Kentucky Fried Chicken; no entanto, esse plano nunca se concretizou. A rede tinha 173 estabelecimentos na época.
A PepsiCo eliminou o sorvete D'Angelo's Chip's logo após a compra da rede. Alguns restaurantes substituíram o sorvete Chip's por um serviço completo da Pizza Hut. Alguns locais também integraram um complemento Honey Dew Donuts.
Em agosto de 1997, a Papa Gino's Holdings Corporation adquiriu a D'Angelo da Tricon Global Restaurants (então conhecida como a unidade Pizza Hut da PepsiCo Inc.). A cadeia de sanduíches tinha 203 unidades na época.
Em 4 de novembro de 2018, vários locais foram fechados abruptamente como parte da falência da empresa controladora. Em fevereiro de 2019, a empresa foi vendida para a Wynnchurch Capital e opera sob o nome New England Authentic Eats, LLC.
Em janeiro de 2020, Tom Sterrett foi nomeado presidente e CEO da New England Authentic Eats LLC, controladora da D'Angelo e da Papa Gino's. Em 2 de novembro de 2021, a D'Angelo anunciou que retomaria os planos de expansão pela primeira vez desde que saiu da falência.